# 規模
| ウィキペディアには「規模」という見出しの百科事典記事はありません（タイトルに「規模」を含むページの一覧/「規模」で始まるページの一覧）。 代わりにウィクショナリーのページ「規模」が役に立つかもしれません。 |